# Willem van de Velde der Jüngere

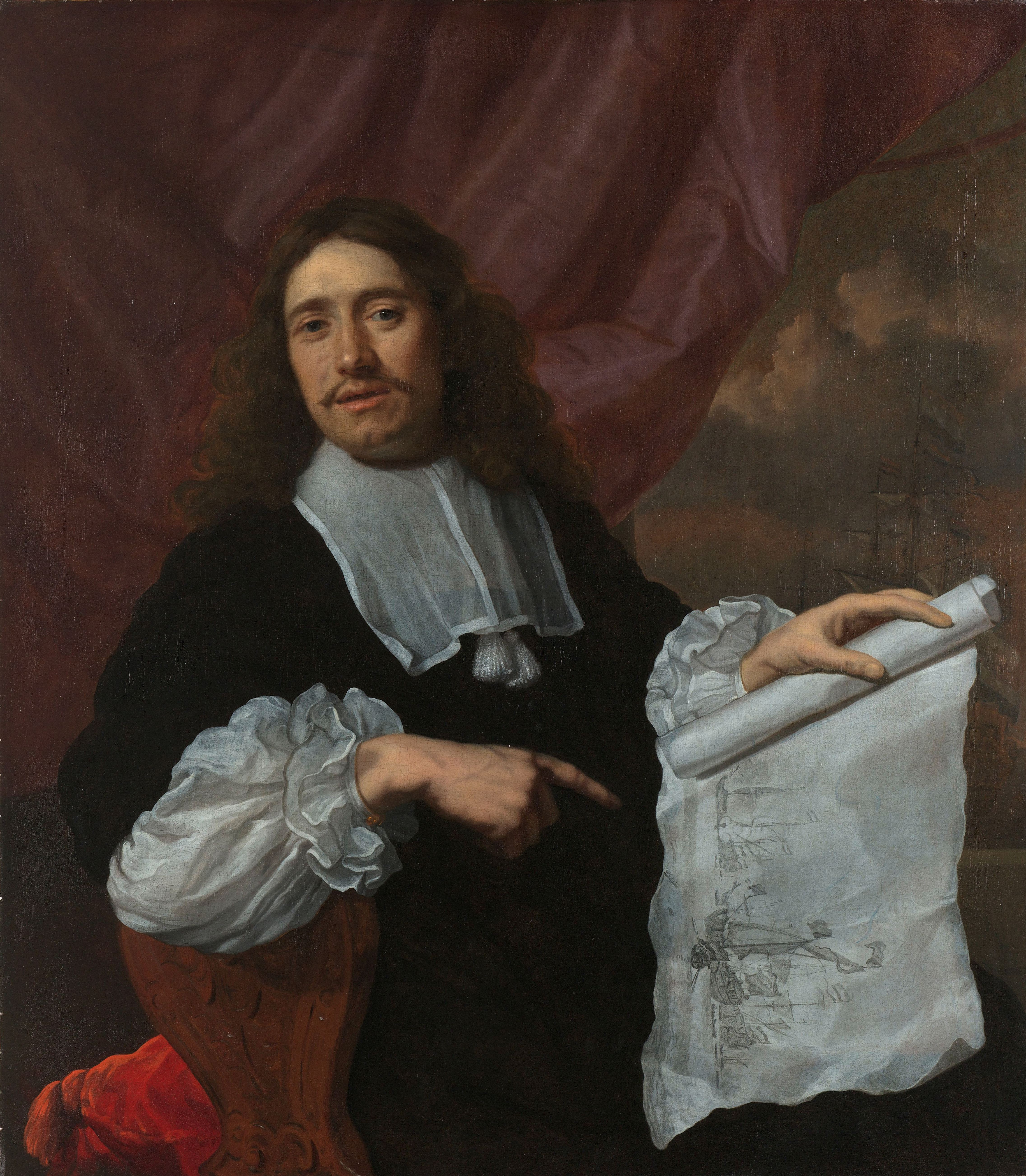
Willem van de Velde der Jüngere, Porträt gemalt von Lodewijk van der Helst, 1672

Willem van de Velde der Jüngere (getauft am 18. Dezember 1633 in Leiden; † 6. April 1707 in Greenwich) war ein holländischer Maler.

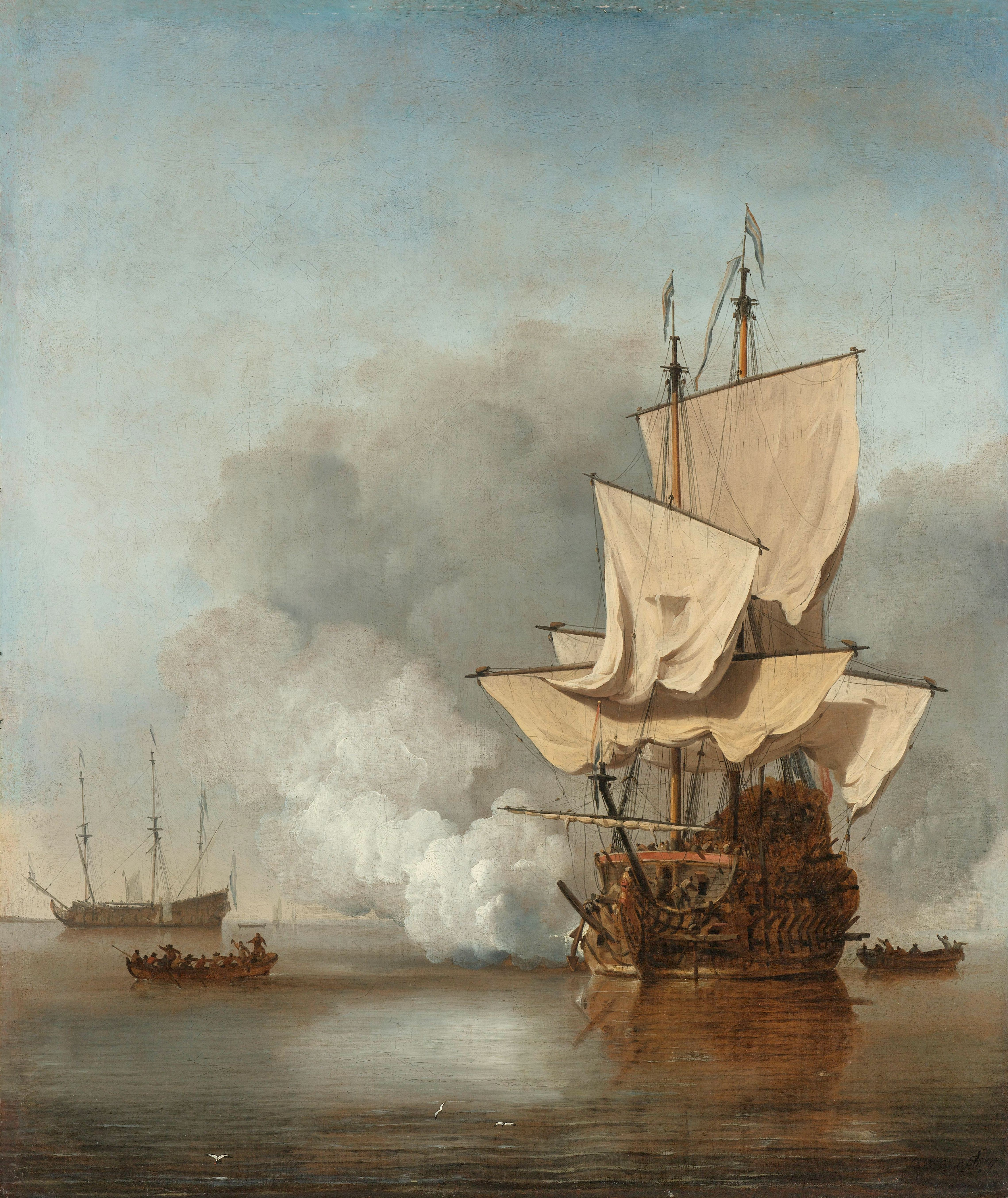
Der Kanonenschuss (um 1670)

## Biographie
Willem war der erste Sohn seines gleichnamigen Vaters mit der mit ihm seit 1631 verheirateten Judith geb. Adriansdr. aus Leeuwen (aufgegangen im heutigen Wamel). Während er in Leiden geboren und dort in der Hooglandsen Kirche am 18. Dezember 1633 getauft wurde, wurde sein Bruder Adriaen 1636 in Amsterdam geboren. Die Familie musste also zwischen diesen beiden Daten nach Amsterdam gezogen sein. Bei der Trauung seines Vaters hatte dieser als Beruf „Schiffszeichner“ angegeben. Dies deutet darauf hin, dass er kein Maler war und dass er als ein auf Schiffe spezialisierter Zeichner sein Geld verdiente.
Willem der Jüngere lernte zunächst bei seinem Vater und zwischen 1650 und 1652 war er in Weesp bei Simon de Vlieger in der Ausbildung. Weitere Zusammenarbeiten sind mit Dubbels und van de Cappelle bezeugt. In Weesp ging er die Ehe mit Pieternelle Le Maire ein, die aber bereits im nächsten Jahr wieder geschieden wurde, da er ihr Untreue vorwarf. 1656 heiratete er wieder, diesmal in Leiden. Mit seiner Frau Magdaleentje geb. Walravens hatte er die Kinder Maria (* 1658), Judith (* 1663), Willem (1667–1708) und Sarah (* 1671). Die ersten Kinder wurden in der Ouden Kerk in Amsterdam, Willem in der Zuiderkerk und Sarah wurde katholisch in der Kirche Geloof, Hoop en Liefde getauft.
Während sein Vater auch während und nach dem ersten Seekrieg gegen England weiter monochrome Malerei betrieb, setzte sein Sohn auf Ölfarben. Sein Vater bekam von der Admiralität eine Galiot für Zeichnungen vor Ort gestellt. Die dabei entstanden Skizzen verwendeten beide für ihre speziellen Endprodukte. In dieser Zeit entstanden sehr viele Arbeiten in der gemeinsamen Werkstatt. Dort arbeiteten nicht nur die beiden Willems, sondern auch der Bruder Adriaen, die Söhne des jüngeren Willem (Willem, Cornelis und Pieter), seine Tochter Sara und Hendrik Dubbels. Seine Auftraggeber sind sowohl auf offizieller als auch auf privater Seite zu finden. Dazu gehörten die Generalstaaten, die einzelnen Provinzen, Städte und die Admiralitäten.
Das Katastrophenjahr 1672 veränderte auch das Leben der van de Veldes. Im Winter 1672/1673 wanderten sie nach England aus, um dort ein neues Leben zu beginnen. Noch mitten im Krieg erhielten sie Aufträge für Marinestücke, diesmal von englischer Seite. Seit 1674 zahlte Charles II. einen jährlichen Sold von 100 Pfund an den Vater für Zeichnungen und Skizzen von Seeschlachten und weitere 100 Pfund an den jüngeren Willem für Gemälde zum eigenen privaten Vergnügen aus. Der Herzog von York gab für beide nochmal 50 Pfund dazu. Außerdem durften sie einige Räume im bedeutenden Queen’s House nutzen. Als Hofmaler waren sie bei jeder maritimen Aktivität des Hofes anwesend. An diesen Begünstigungen änderte sich unter späteren Königen nichts. Selbst als 1693 sein Vater starb, galten die Bestimmungen für ihn weiter.
Seit 1678 signierten Vater und Sohn ihre Werke getrennt: zu ihrer normalen Signatur jeweils zusätzlich mit de Oude / O, bzw. mit de Jonge / J.

## Werke (Auszug)

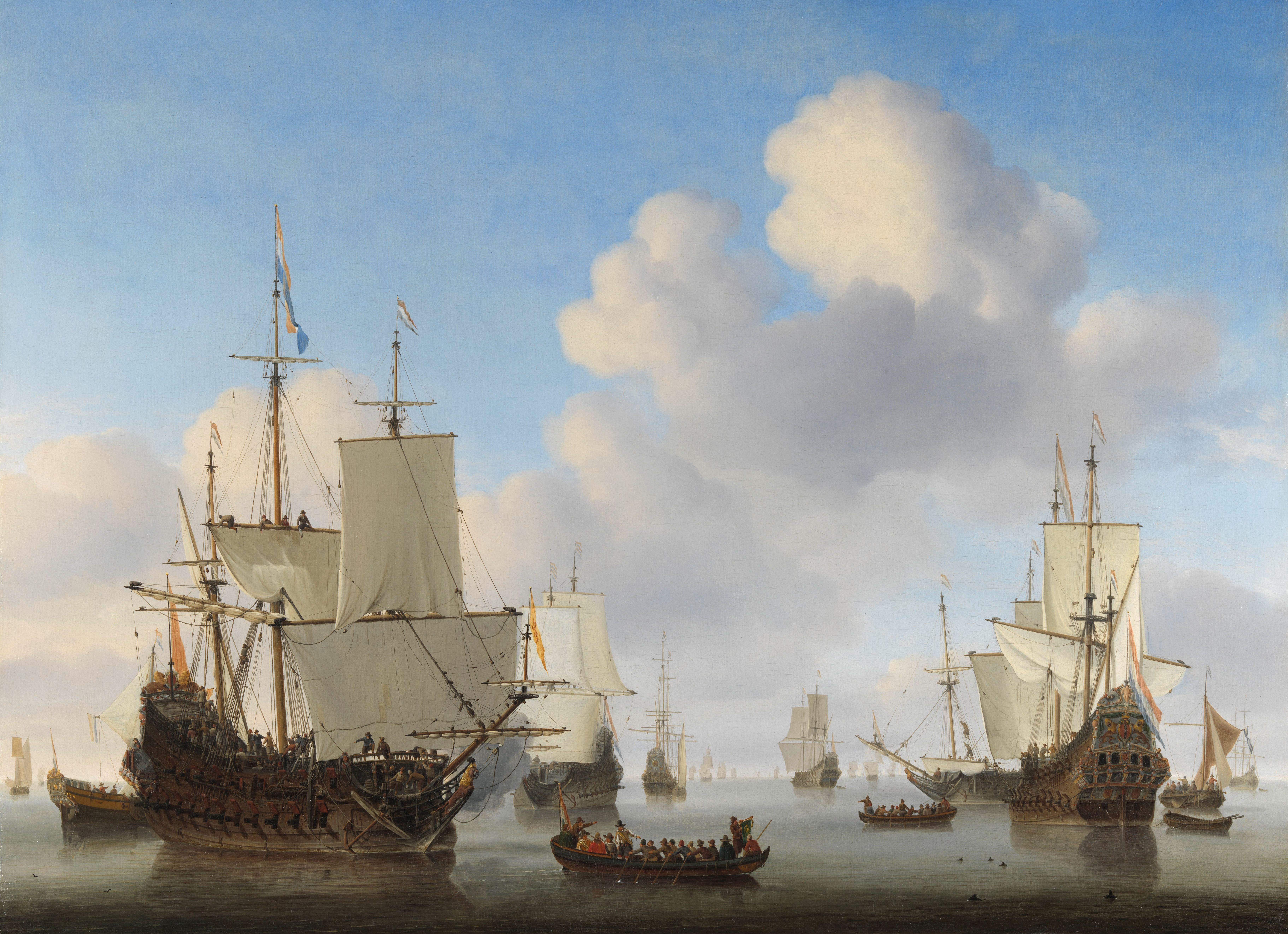
Holländische Segelschiffe in einer Windstille (um 1665)

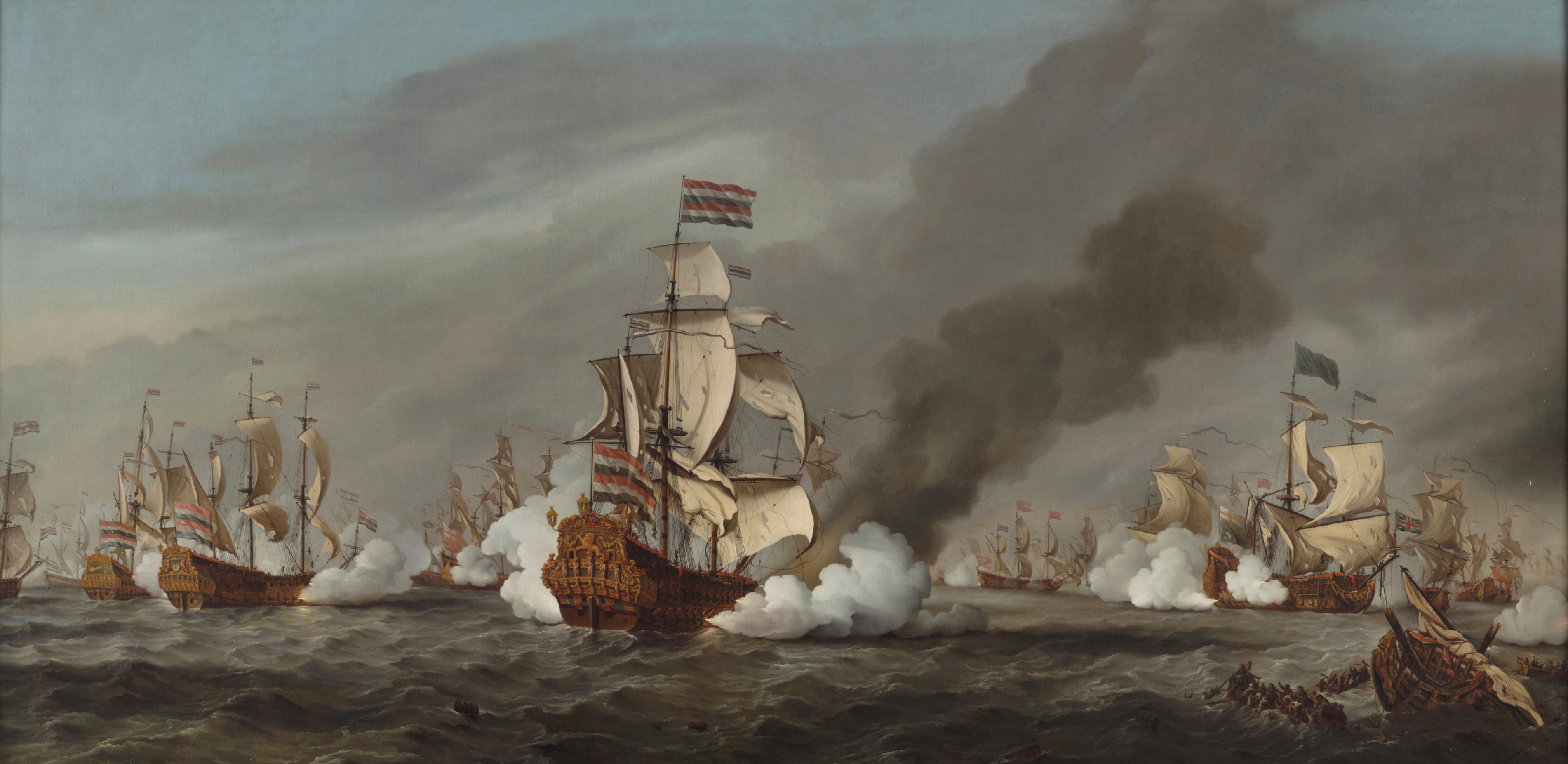
Die Seeschlacht vor Texel vom 11. August 1673, gemalt 1683, zeigt eine Seeschlacht des Dritten Englisch-Niederländischen Seekrieges.

- Der Hafen von Amsterdam (1686, Leinwand, 180 × 316 cm, Rijksmuseum Amsterdam)
- Der Kanonenschuss (Leinwand, 79 × 67 cm, Rijksmuseum Amsterdam)
- Drei Schiffe im Sturm (1673, Leinwand, 75 × 95 cm, National Gallery, London)
- Holländische Schiffe in einer Brise (Holz, 42 × 59 cm, National Gallery, London)
- König Karl II. von England auf der Reede von Dordrecht 1660 (Leinwand, 67 × 77 cm, Mauritshuis, Den Haag)
- Schiffe am Ufer (1661, Leinwand, 63 × 72 cm, National Gallery London)
- Stille See (1653, Holz, 43 × 63 cm, Gemäldegalerie Kassel)
- Fischerboote am Abend bei Windstille (Museum der bildenden Künste, Leipzig)
- Die sogenannte Seeschlacht in der Solebay (1673, Niedersächsisches Landesmuseum, Hannover)